# Maria Lundqvist

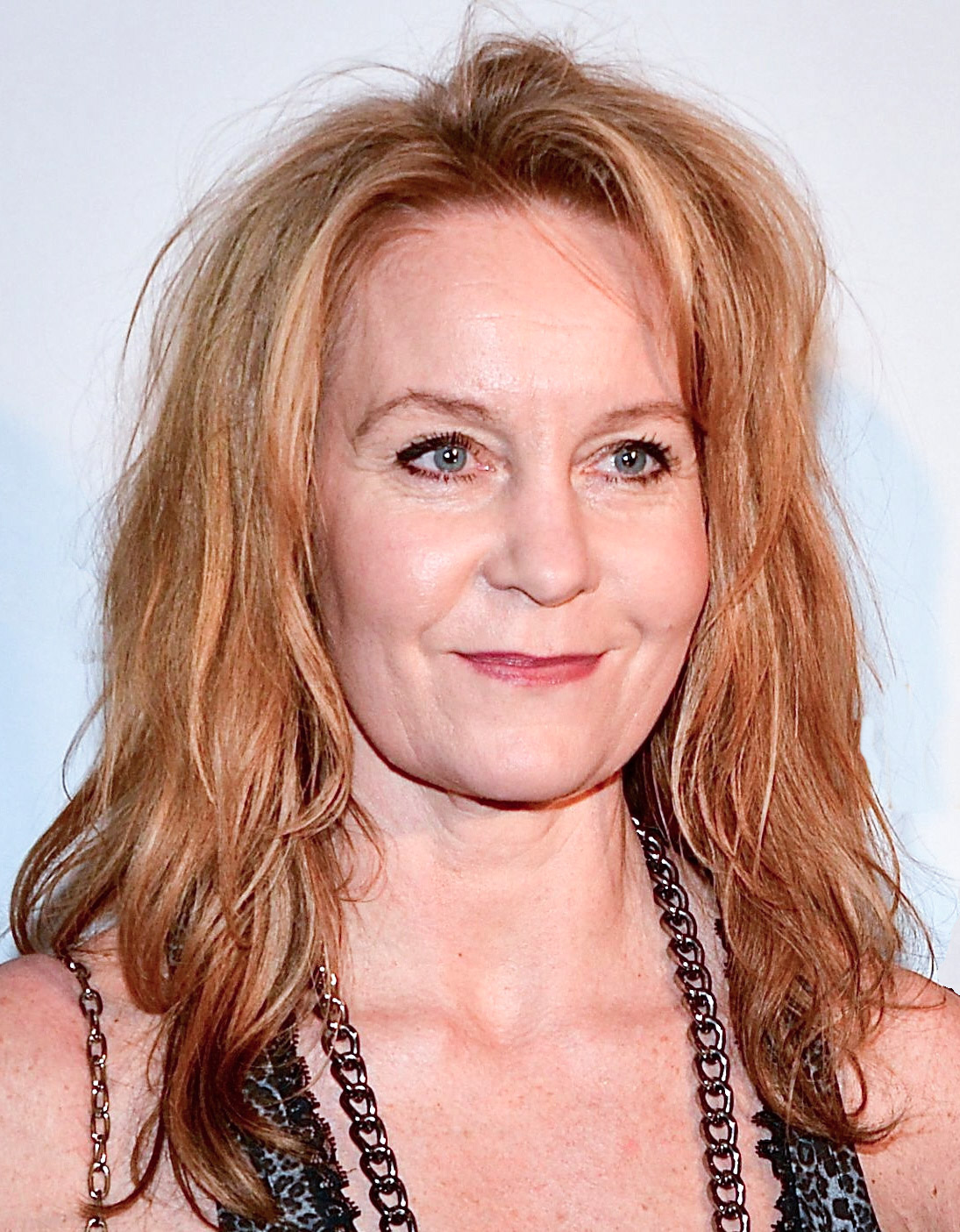
Maria Lundqvist (2013)

Annika Maria Lundqvist (* 14. Oktober 1963 in Västra Frölunda, Göteborg, Schweden) ist eine schwedische Schauspielerin.

## Leben
Maria Lundqvist spielte bereits während ihrer Schulzeit Theater, sodass sie ab 1983 an der Teaterhögskolan i Göteborg Schauspiel studierte. Nach ihrem Abschluss 1986 war sie auf den Theaterbühnen von Göteborgs Stadsteater, Folkteatern i Göteborg, Backa Teater, Stockholms Stadsteater und dem Königlichen Dramatischen Theater zu sehen.
Mit dem Fernsehfilm Knäckebröd och hovmästarsås startete sie 1991 ihre Filmkarriere. Als Bibliothekarin Sally Santesson  in der namensgebenden Fernsehserie Sally hatte sie 1999 ihren ersten großen nationalen Erfolg. Es folgten 2001 die beiden Kinofilme Deadline – Terror in Stockholm und Familjehemligheter, mit denen sie jeweils eine Nominierung des schwedischen Filmpreises Guldbagge sowohl als Beste Nebendarstellerin als auch als Beste Hauptdarstellerin erhielt. Den Preis als beste Hauptdarstellerin konnte sie 2006 für ihre Rolle als aufopferungsvolle Mutter Signe Jönsson in dem Filmdrama Die beste Mutter gewinnen, und den Preis als Beste Nebendarstellerin erhielt sie 2009 für ihre Rolle der Ann im Filmdrama Himlens hjärta.

## Filmografie
- 1991: Knäckebröd och hovmästarsås
- 1999: Mord am See (Sjön)

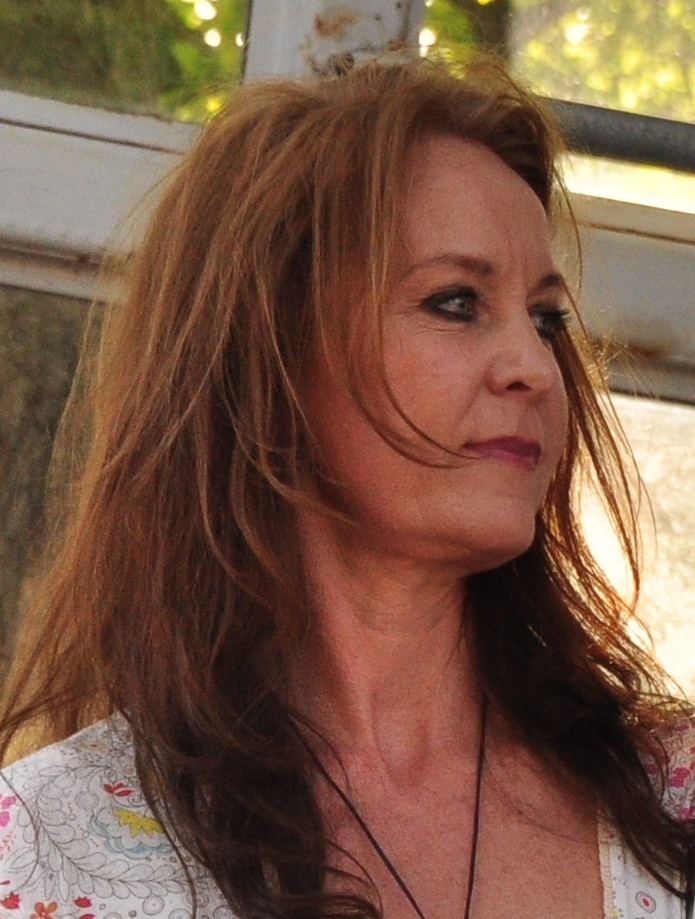
Maria Lundqvist (2010)

- 1999: Sally (Fernsehserie, 16 Folgen)
- 2000: Sturm der Vergeltung (Före stormen)
- 2001: Deadline – Terror in Stockholm (Sprängaren)
- 2001: Familjehemligheter
- 2005: Die beste Mutter (Äideistä parhain)
- 2006: Schwedisch für Fortgeschrittene (Heartbreak Hotel)
- 2007: Den nya människan
- 2008: Involuntary (De ofrivilliga)
- 2008: Die ewigen Augenblicke der Maria Larsson (Maria Larssons eviga ögonblick)
- 2008: Himlens hjärta
- 2009: Prinsessa
- 2011: Tysta leken
- 2012: 30 Grad im Februar (30 grader i februari, Fernsehserie, 10 Folgen)
- 2015: Eine schöne Bescherung (En underbar jävla jul)
- 2019–2020: Eine Hochzeit mit Folgen (Bröllop, begravning och dop, Fernsehserie)

## Auszeichnungen
- 2002: Nominierung für eine Guldbagge als Beste Nebendarstellerin für ihre Rolle in Deadline – Terror in Stockholm
- 2002: Nominierung für eine Guldbagge als Beste Hauptdarstellerin für ihre Rolle in Familjehemligheter
- 2006: Auszeichnung für eine Guldbagge als Beste Hauptdarstellerin für ihre Rolle in Die beste Mutter
- 2006: Auszeichnung mit einem Jussi als Beste Hauptdarstellerin für ihre Rolle in Die beste Mutter
- 2008: Nominierung für eine Guldbagge als Beste Nebendarstellerin für ihre Rolle in Den nya människan
- 2009: Auszeichnung für eine Guldbagge als Beste Nebendarstellerin für ihre Rolle in Himlens hjärta